# Уваров, Владимир Сергеевич
Влади́мир Серге́евич Ува́ров (23 ноября (5 декабря) 1881 — 9 января 1959) — новоград-волынский уездный предводитель дворянства, камер-юнкер.

## Биография
Из потомственных дворян Волынской губернии. Родился в селе Емильчине.
Сын губернского предводителя дворянства Сергея Аполлоновича Уварова и Софии Владимировны Яшвиль.
После окончания Императорского Александровского лицея в 1904 году поступил вольноопределяющимся в 52-й драгунский Нежинский полк, в рядах которого участвовал в русско-японской войне. За мужество и храбрость награждён двумя знаками отличия Военного ордена и орденом Святой Анны 4-й степени с надписью «За храбрость». За боевые отличия произведён в прапорщики и корнеты запаса армейской кавалерии, 7 февраля 1907 года уволен в отставку.
В отставке посвятил себя общественной деятельности. 4 января 1907 года был назначен Новоград-Волынским уездным предводителем дворянства, а в 1911 году избран председателем Новоград-Волынской уездной земской управы. Занимал обе должности до 1915 года. Кроме того, был почётным мировым судьёй Новоградволынского округа. Дослужился до чина надворного советника. С 1910 года состоял в придворном звании камер-юнкера.
В Первую мировую войну поступил в 18-й гусарский Нежинский полк. Награждён несколькими боевыми орденами, произведён в штабс-ротмистры.
В эмиграции во Франции, жил в Париже. В 1929 году был рукоположён в диаконы, служил псаломщиком Александро-Невского собора в Париже. В 1942—1945 годах состоял казначеем и помощником секретаря епархиального управления. В 1945 году был запрещён в служении и уволен за штат митрополитом Евлогием за растраты епархиальной кассы. С 1945 года жил в Русском доме парижского пригорода Муазне-ле-Гран. Скончался в 1959 году. Похоронен на местном кладбище.

## Награды
- Знак отличия Военного ордена 4-й степени № 125 715 (1905)
- Знак отличия Военного ордена 3-й степени № 20 090 (1905)
- Орден Святой Анны 4-й степени с надписью «За храбрость»
- Орден Святой Анны 3-й степени (6 декабря 1908)
- Орден Святого Станислава 2-й степени (1910)
- Орден Святого Станислава 3-й степени с мечами и бантом (26 июня 1915)
- Орден Святой Анны 3-й степени с мечами и бантом (5 июля 1915)
- Орден Святого Владимира 4-й степени с мечами и бантом (12 октября 1915)
- Орден Святого Станислава 2-й степени с мечами (17 ноября 1916)